# Masakr v Široké Kuli
Masakr v Širokej Kuli je označení pro válečný zločin ve vesnici Široka Kula nedaleko chorvatského města Gospić. Vraždění chorvatských civilistů policejními jednotkami Srbské autonomní oblasti Krajina (později Republika Srbská Krajina) probíhalo od 13. října 1991 do konce měsíce. Celkem bylo zavražděno 41 lidí, převážně etnických Chorvatů, ale také několika Chorvatských Srbů, kteří údajně spolupracovali s chorvatskou vládou. Těla mrtvých byla následně hozena do nedaleké krasové jeskyně Golubnjača. 
Tzv. balvanovou revolucí v létě roku 1990 došlo k prvním separatistickým snahám Srbů na těch území Chorvatska, kde etničtí Srbové tvořili velkou část obyvatelstva. Jednalo se zejména o oblast regionu Lika kolem města Gospić a část Severní Dalmácie. Po vyhlášení Srbské autonomní oblasti Krajina v říjnu 1990 a snaze připojit území k Srbsku došlo k eskalaci konfliktu, který nakonec vedl k chorvatské válce za nezávislost. Bitva o Gospić se odehrála v září 1991 a po nejprve vyrovnaném souboji skončila vítězstvím chorvatské strany. 

## Vraždění
Obec Široka Kula, nacházející se 11 kilometrů severovýchodně od města Gospić, byla obsazena vojsky SAO Krajina v září 1991. V té době měla 536 obyvatel, přičemž zde žili jak Chorvaté, tak Srbové. Většina Chorvatů však vesnici do konce měsíce opustila. Dne 13. října místní policejní jednotky nařídily zbývajícím Chorvatům, aby se nastěhovali do dvou určených domů předtím, než budou z vesnice evakuováni. Následně jednotky začaly na chorvatské obyvatelstvo brokovnicemi střílet a rabovat jejich majetek; celkem 13 mrtvých těl poté vhodili do hořících domů. Většina mrtvých byli senioři, alespoň dvě oběti však byly děti ve věku 13 a 17 let.
Vraždy v obci pokračovaly v následujících dnech, celkově měl masakr do konce měsíce října mít 41 obětí. Většina z nich měla být hozena do nedaleké krasové jeskyně Golubnjča. Za údajnou spolupráci s chorvatskými úřady byl v Široke Kuli zatčen Mane Rakić spolu se svými třemi dětmi, všichni tři byli ke konci října zavražděni. Jeho manželka byla v noci na 21. říjen, polita benzinem a zapálena, následkem čehož zemřela. K roku 2012 se z jeskyně podařilo vynést ostatky 22 těl.

## Následky
V roce 1992 začal na nátlak příbuzných rodiny Rakićových oblastní soud v Kninu smrt srbských obyvatel vyšetřovat. Příbuzní hrozili vládě Republiky Srbská krajina tím, že o vraždě informují jednotky Organizace spojených národů UNPROFOR. Následně se předseda soudu Đuro Kresović obrátil na ministerstvo vnitra Republiky Srbská krajina s žádostí o pokyny, jelikož jakýkoliv pokus o nalezení těl rodiny Rakićových v jeskyni Golubnjača by zároveň odhalil další mrtvoly. Soud s obviněnými začal až v roce 2010 v Bělehradě, v roce 2013 byli odsouzeni čtyři policisté: Čedo Budisavljević k deseti, Mirko Malinović k dvanácti, Milan Bogunović k deseti a Bogdan Gruičić k osmi letům ve vězení.
V roce 1994 okresní soud v Gospići v nepřítomnosti (in absentia) odsoudil skupinu sedmi Chorvatských Srbů, kteří se podíleli na zabití osmi civilistů v Široke Kuli. Nikola Zagorac, Miroslav Serdar a Dragan Vunjak dostali trest 20 let, Dane Serdar, Dušan Uzelac, Milorad Barać a Dragan Uzelac trest 15 let ve vězení. V roce 1997 uznal tentýž soud z účasti na masakru v nepřítomnosti vinnými Vladimira Koricu a Branka Banjeglava. Oba dostali trest 12 let ve vězení. Žádní z odsouzených v nepřítomnosti však nenastoupili do vězení. Dane Serdar se v září 2003 dobrovolně vrátil do Chorvatska a soudní řízení s ním bylo opět otevřeno. V září 2004 bylo původní rozhodnutí o jeho vině zrušeno, Serdar byl kvůli nedostatečným důkazům propuštěn.
Dne 13. října 2003 byl v Široke Kuli odhalen společný památník obětem masakru a druhé světové války z okolí obce.